# Horace Mann (1er baronnet)
Horace (Horatio) Mann, premier baronnet (25 août 1706 - 6 novembre 1786), est un diplomate britannique en poste de longue date à Florence.

## Biographie
Il est le deuxième fils de Robert Mann (1678-1751), un marchand prospère de Londres, et de sa femme. Il est élevé à Chelsea et fait ses études au Collège d'Eton, puis brièvement au Clare College, à Cambridge. Souffrant de problèmes de santé, il voyage sur le continent dans les années 1730.
En février 1737, il est nommé secrétaire de Charles Fane (2e vicomte Fane), ministre britannique à Florence. Il exerce ensuite les fonctions de représentant diplomatique britannique auprès des grands-ducs de Toscane jusqu'à la fin de ses jours. Au cours de sa longue carrière diplomatique, il est Chargé d'affaires de 1738 à 1740; ministre entre 1740 et 1765; envoyé extraordinaire en 1767; et enfin envoyé extraordinaire et plénipotentiaire de 1782 jusqu'à sa mort. Comme la Grande-Bretagne n'a pas de représentation diplomatique à Rome, les fonctions de Mann comprennent des rapports sur les activités des Stuarts exilés le Prétendant et le Jeune Prétendant.

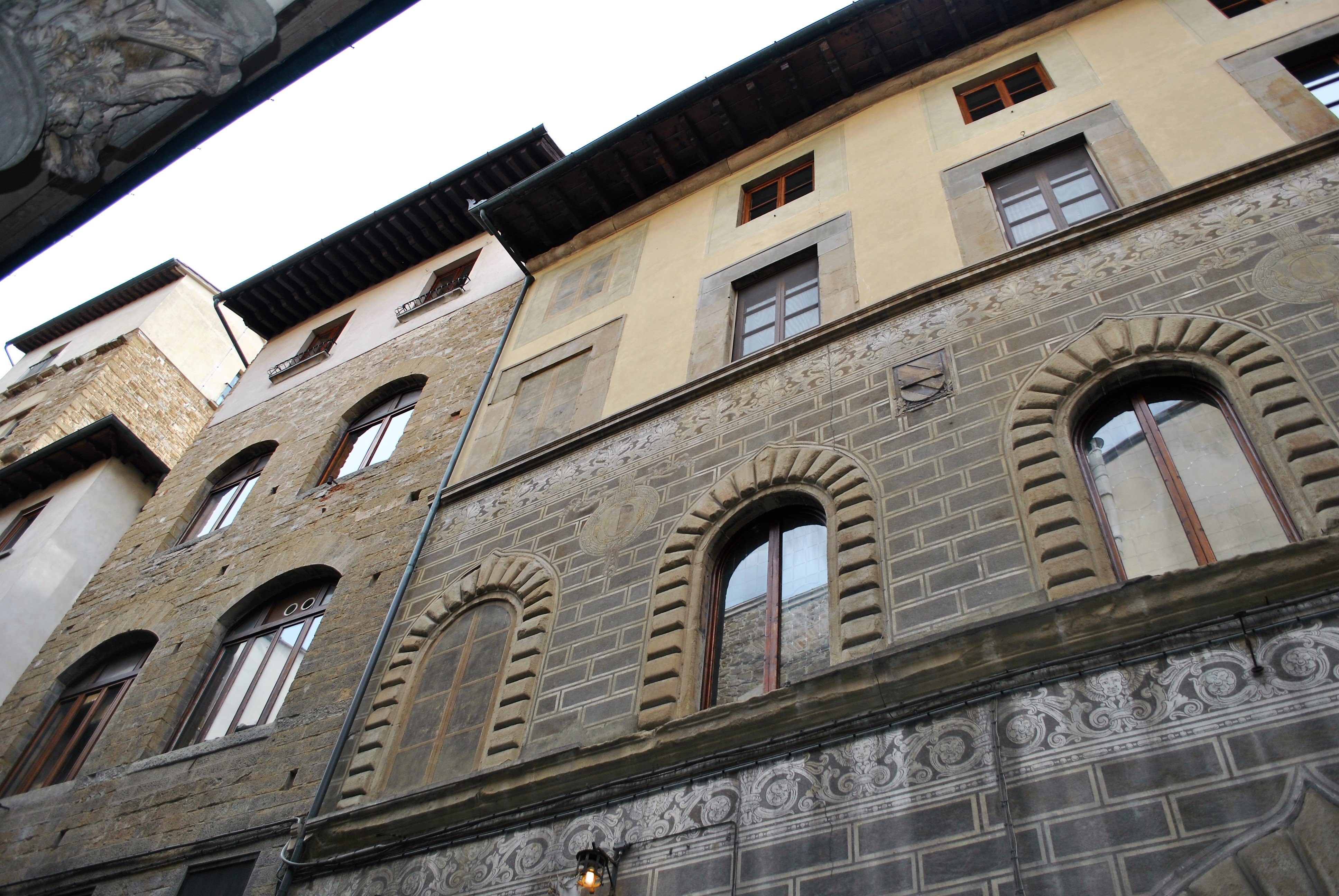
Palazzo Manetti, Florence, Italie

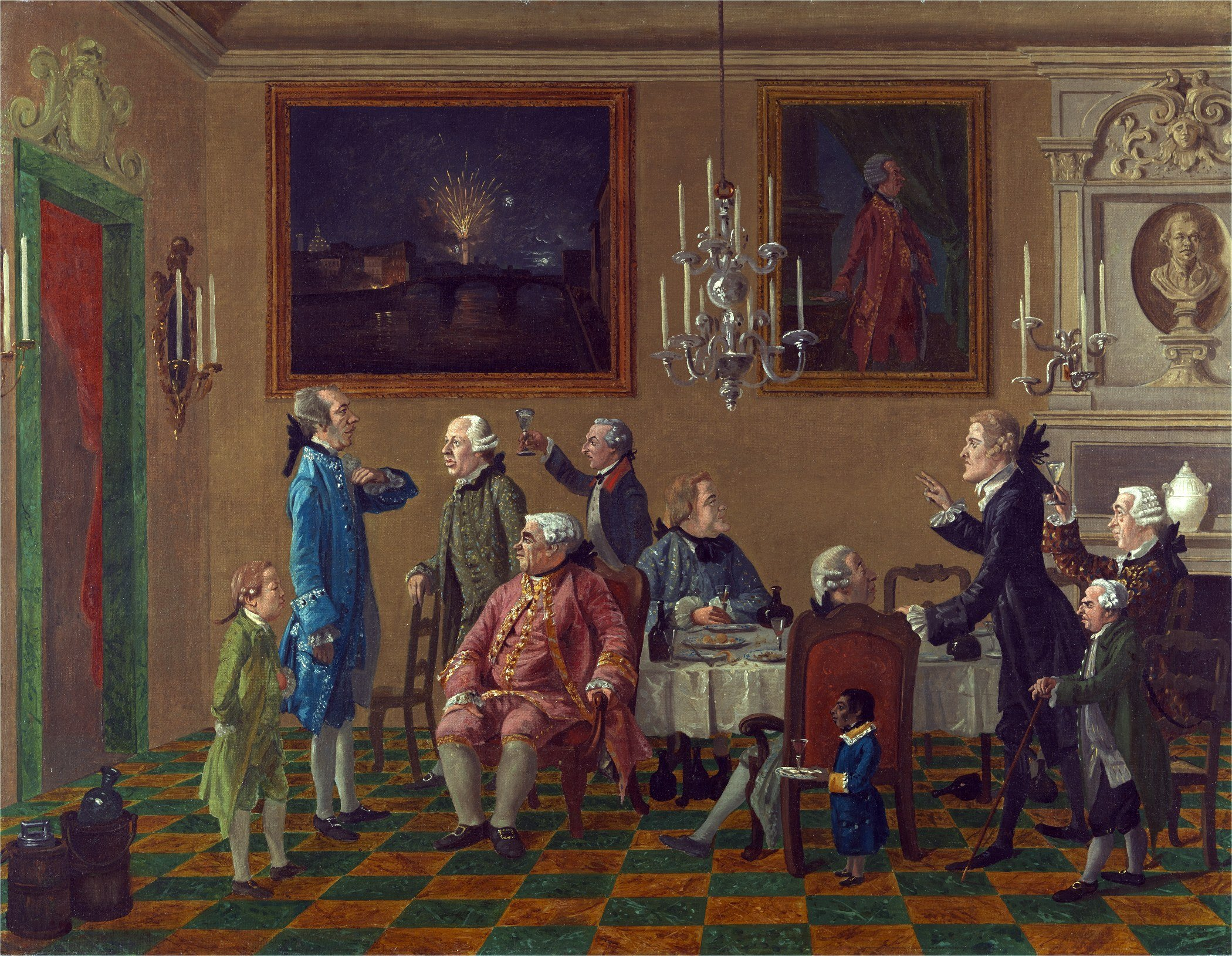
Messieurs britanniques chez Sir Thomas Mann à Florence (vers 1765), y compris John Tylney, 2e comte Tylney, de Thomas Patch

Il a ses portes ouvertes pour les visiteurs britanniques au Palazzo Manetti, à Florence, les invitant à la conversation en l'absence de spectacle au théâtre. Sa générosité et sa gentillesse sont bien connues  bien que son étroite amitié avec le peintre Thomas Patch (expulsé de Rome après un incident homosexuel) ait contribué à sa réputation . Il rencontre Horace Walpole (à qui il est lointainement lié ) en 1739 et entretient une correspondance avec lui désormais réputée pendant plus de quarante ans, bien qu'ils se soient rencontrés pour la dernière fois en 1741. La correspondance est publiée par Lord Dover en 1833 .
En reconnaissance de son service, il est érigé baronnet le 3 mars 1755 et nommé Chevalier du Bain le 26 octobre 1768 (lorsque son neveu Horace est mandataire). En 1775, à la mort de son frère aîné, Edward Louisa Mann, il hérite du domaine de Linton Park que son père a acheté à Linton, dans le Kent .
Il meurt célibataire à Florence le 6 novembre 1786. Son neveu Horace hérite de son titre de baronnet par reste spécial et est également chargé d'affaires jusqu'à l'arrivée de son remplaçant.